# グリーゼ806
グリーゼ806とは、太陽系からはくちょう座の方向に存在する恒星で、明るい恒星デネブから南東約1度離れた場所に位置している。+10.79等級のため、肉眼では観測することはできない。この恒星は、年周視差に基づいて、太陽から39.3光年離れた距離に存在する。-24.6km/sの視線速度で接近しており、~198,600年で30.1光年以内に接近すると予測されている。グリーゼ806には、既知の太陽系外惑星が2つ周囲を公転している。
グリーゼ806のスペクトル分類はdM1.5であり、これは、この恒星が小さな赤色矮星であることを示している。M型主系列星で、水素核融合によってエネルギーを生成している。年齢は30億年で、自転速度は0.46km/sと予測されている。グリーゼ806の質量と半径は太陽の42%である。有効温度は3,586ケルビンで、光球から太陽光度の0.3%を放射している。

## 惑星系
1989年、MarcyとBenitzはドップラー分光法により416日の周期を持つ信号を検出し、約0.011太陽質量を持つ伴星が存在する可能性を推測した。しかし、この候補天体は確認されなかった。
後にTESSによる観測で、公転周期が1日未満のトランジットを起こす惑星候補が発見された。
2023年1月、この惑星が確認され、ドップラー分光法による観測で2つ目のトランジットを起こさない惑星が発見された。さらに、3つ目のドップラー分光法による信号も検出されたが、この研究では、その信号が惑星からのものであることを確認できなかった。
知られているすべての惑星はスーパーアースである。
| 名称 （恒星に近い順） | 質量          | 軌道長半径 （天文単位） | 公転周期 (日)       | 軌道離心率 | 軌道傾斜角     | 半径           |
| --------------------- | ------------- | ----------------------- | ------------------- | ---------- | -------------- | -------------- |
| b                     | 1.90±0.17 M⊕  | 0.01406±0.00030         | 0.9263237±0.0000009 | —          | 87.7+0.6 −0.5° | 1.331±0.023 R⊕ |
| c                     | ≥5.80±0.30 M⊕ | 0.0523±0.0011           | 6.64064±0.00025     | —          | —              | —              |
| d (未確認)            | ≥8.50±0.45 M⊕ | 0.0844±0.0017           | 13.60588±0.00065    | —          | —              | —              |